# Rinjani
Rinjani (engelska: Mount Rindjani, indonesiska: Gunung Rindjani, Gunung Rinjan, Gunung Rinjani) är ett berg i Indonesien.   Det ligger i kabupatenet Kabupaten Lombok Timur och provinsen Nusa Tenggara Barat, i den sydvästra delen av landet, 1 100 km öster om huvudstaden Jakarta. Toppen på Rinjani är 3 726 meter över havet. Rinjani ligger på ön Lombok Island.
Terrängen runt Rinjani är huvudsakligen bergig, men västerut är den kuperad. Rinjani är den högsta punkten i trakten. Runt Rinjani är det ganska tätbefolkat, med 139 invånare per kvadratkilometer. I omgivningarna runt Mount Rinjani växer i huvudsak städsegrön lövskog.